# バイカル航空130便墜落事故
バイカル航空130便墜落事故（バイカルこうくう130びんついらくじこ）は、1994年1月3日に発生した航空事故である。イルクーツク国際空港からドモジェドヴォ空港へ向かっていたバイカル航空130便（ツポレフ Tu-154M）が離陸直後に墜落し、乗員乗客124人全員と地上の1人が死亡した。

## 事故機
事故機のツポレフ Tu-154M（RA-85656）は製造番号89A801として製造され、1989年に初飛行した。エンジンはソロヴィヨーフ D-30KU-154-IIが搭載されていた。

## 事故の経緯
離陸前に130便はトラブルに見舞われており、エンジンを始動させるのに17分近くかかっていた。この際、パイロットは第2エンジンのスターターに問題があるとの警告を何度も受けていたが、これを誤報として無視した。マニュアルにはエンジンの始動時の警告についての対応方法が記載されていなかった。結局、パイロットは第2エンジンのスターターがまだ作動していることに気付くことのないまま離陸を開始することとなった。
130便は現地時間11時59分にイルクーツク国際空港を離陸した。離陸してから約3分45秒後、高度13,000フィート（4,000メートル）を飛行中に突然第2エンジンが故障した。エアブリードバルブが開いた状態のままエンジンが40,000rpm以上で高速回転したため、スターターが致命的な故障を引き起こしていた。その結果タービンのファンディスクが飛散し、その破片が第2エンジンとコンパートメント周辺に達したことで、エンジンの燃料ラインと油圧ラインが破壊された。やがてインジェクターへの燃料供給がストップし、第2エンジンの燃料が発火した。これによって火災が発生した。
パイロットは第2エンジンの火災警報を受信し、自動操縦装置をオフにして全ての消火装置のラインを作動させた。しかし消火することができず、パイロットはイルクーツク国際空港へと進路を変更して緊急着陸を要請した。やがて油圧作動油の不足のため機体の制御が不可能となった。パイロットは油圧ラインの圧力を維持しようと試みたものの、大惨事を防ぐことはできなかった。
現地時間12時07分、副操縦士は機体が制御不能になったことを連絡した。その1分後、130便は時速510キロメートルでイルクーツク国際空港から15キロメートル離れたマモニー村の酪農場に墜落し、130便の乗員乗客124人全員が死亡した。また、事故当時酪農場の建物内には2人がおり、その内1人が事故の巻き添えになって死亡、もう1人も負傷し、加えて数十頭の家畜も死亡した。事故で死亡した計125人の内、遺体の身元が確認されたのは74人のみであった。

## 事故調査
ロシアの調査により、130便の離陸の最中に第2エンジンが故障したことが明らかになった。調査官は、かつて同機が中国の広州に向かって飛行していた際にも同じく第2エンジンが故障したことがあったことを指摘した。この時もパイロットが緊急着陸を余儀なくされており、着陸後にパイロットはエンジンについての苦情を記していた。
事故当日、パイロットはエンジンの始動に4回失敗しており、5回目の試みでようやく始動させられていた。コックピットボイスレコーダー（CVR）には、コックピットで機長らがエンジンの不具合について話し合っている様子が記録されていた。また、離陸の2分前にはパイロットの1人がこう話した。
「エンジンを整備したエンジニアに、エンジンの整備状態が非常に悪いと伝えてくれ。エンジンが始動しない。」

空港から4キロメートルの地点で、第2エンジンのスターターが「崩壊」した。調査官によれば、原因は異物によるものだという。スターターのコントロールフラップの下にあったAPUのケーシングの破片と推定される異物がエンジン内に入り、燃料ラインや油圧ライン、オイルラインに損傷を与えた。スターターのタービンのダンパーが離陸時にねじれたことが、破片が剥離した原因とされている。また、エンジンの回転数が許容範囲を超えていたことも加わってエンジンが破壊され、その後の火災と操縦不能に繋がった。

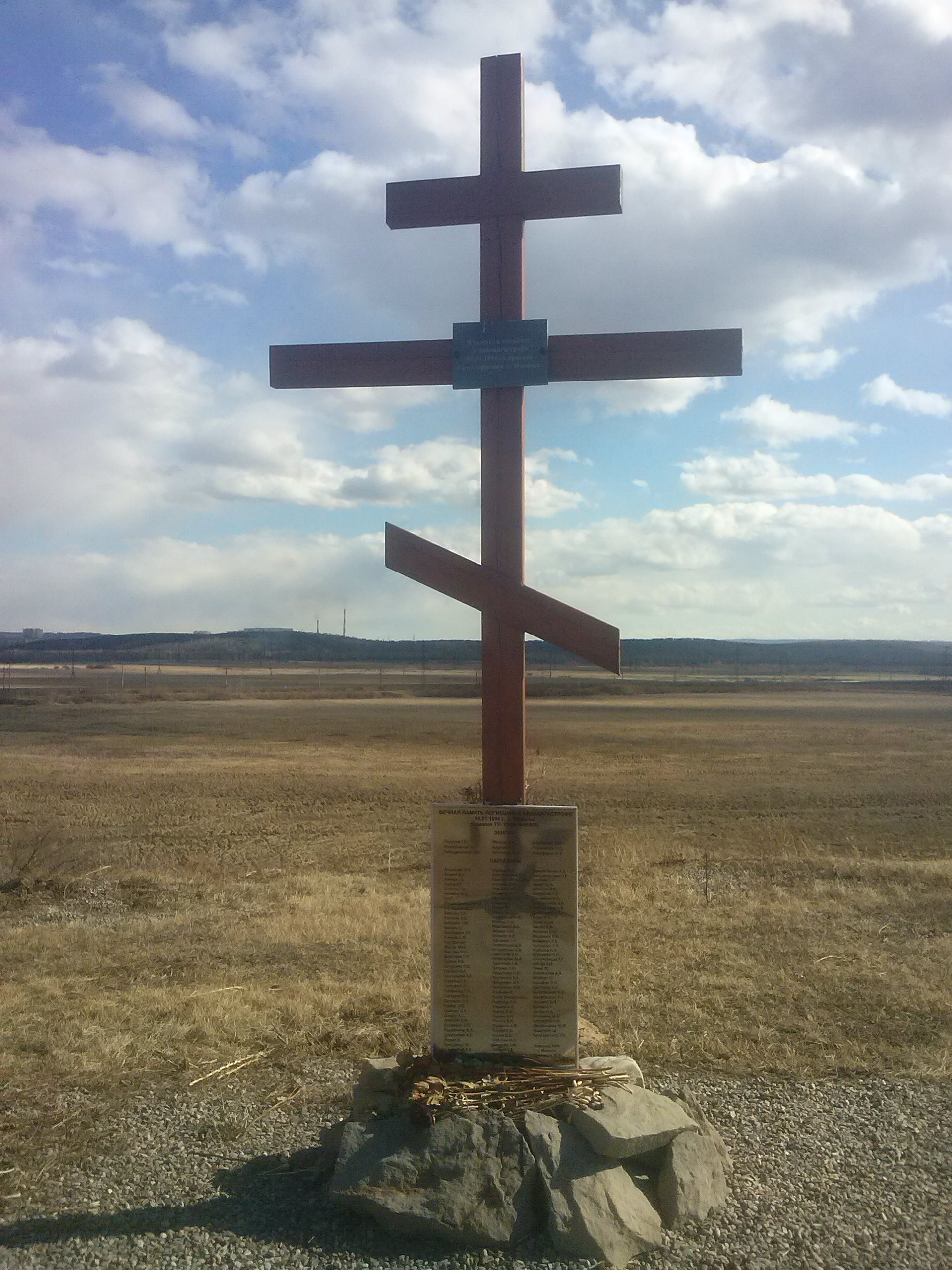
事故の犠牲者の名前が刻まれた十字架